# 准银杏属
准银杏属（Ginkgodium Yokoyama,1889），是银杏类植物的一个营养叶的形态属，分布在晚三叠世到白垩纪的地层。
准银杏的叶具叶柄，叶形呈竖琴状。准银杏的叶脉很密，只在侧边分叉，上部不再分叉。